# Aplec de Santa Madrona
L'Aplec de Santa Madrona és un dels pocs aplecs festius que es conserven a la ciutat de Barcelona. Comença amb una cercavila a càrrec de la imatgeria festiva del barri que surt de la plaça de Santa Madrona i porta els assistents fins a l'ermita de Montjuïc dedicada a la santa. La parròquia de Santa Madrona del Poble-sec, situada al carrer de les Tapioles, organitza el tradicional aplec en honor de la santa, el quart diumenge després de Pasqua.
Els actes de celebració comencen amb un esmorzar popular i una missa. En acabat, un conjunt d'activitats per a grans i petits animen la jornada, amb la tradicional tómbola que organitza l'Esplai Xerinola, tallers i activitats per als assistents més joves i un dinar popular que clou la jornada. La festivitat de Santa Madrona és el 15 de març, però per motius meteorològics es va decidir de celebrar la trobada quatre setmanes després de Pasqua.

## Motiu
L'aplec de Santa Madrona se celebra en honor de santa Madrona de Tessalónica, copatrona de Barcelona juntament amb Santa Eulàlia i la Mare de Déu de la Mercè. La llegenda explica que Madrona va morir un 15 de març. I aquest és el dia que ha restat per a retre-li homenatge.

## Orígens
Les parròquies del Poble-sec volien reivindicar la figura d'aquesta patrona barcelonina oblidada i per això, ja fa anys, decidiren d'organitzar l'aplec. El quart diumenge després de pasqua. Des de llavors no únicament s'ha mantingut, sinó que ha anat agafant força al barri i de mica en mica s'hi han implicat nombroses entitats, com ara colles de gegants, esplais, grups musicals, etc.